# Das Geheimarchiv im Warschauer Ghetto
Das Geheimarchiv im Warschauer Ghetto (Originaltitel: Who Will Write Our History) ist ein Dokumentarfilm, den die US-amerikanische Filmemacherin Roberta Grossman produziert und mit Reenactment-Teilen inszeniert hat, von 2018. Grossman adaptierte für das Drehbuch das im englischsprachigen Original gleichnamige Buch Ringelblums Vermächtnis des US-Historikers Samuel Kassow. Film und Buch erzählen die Geschichte des Untergrundarchivs Oneg Schabbat, das Emanuel Ringelblum während der deutschen Besatzung Polens zusammen mit Helfern im Warschauer Ghetto mit dem Ziel aufbaute, der Nachwelt ein möglichst authentisches Bild vom Leben im Ghetto und von den Verbrechen der nationalsozialistischen Besatzer zu geben.

## Inhalt und Inszenierung
Die Geschichte wird aus der Perspektive der Warschauer Journalistin Rachel Auerbach erzählt, die von Emanuel Ringelblum mit als Helferin zum Aufbau des Archivs engagiert wurde, und reicht von der Gründung und dem Aufbau des vor allem aus Tagebüchern, Fotos und jiddischer Poesie bestehenden Archivs über die Räumung des Warschauer Ghettos bis zum Auffinden der vergrabenen Dokumente nach Kriegsende. Zu sehen sind Archivmaterial, welches teilweise koloriert ist, von Schauspielern nachgestellte Szenen, Interviews mit Experten, darunter auch Samuel Kassow, sowie Ausschnitte aus deutschen Propaganda-Filmen.

## Entstehung
Das Filmbudget betrug 1,5 Mio. US-Dollar. An der Produktion beteiligt waren auch der NDR und ARTE.

## Veröffentlichung
Welturaufführung des Films war am 21. Juli 2018 auf dem 38. San Francisco Jewish Film Festival. Später im Jahr 2018 lief der Film auch bei anderen Filmfestivals. Der US-Kinostart folgte am 18. Januar 2019 in New York City. Das Einspielergebnis in den Vereinigten Staaten beträgt mindestens 94.000 US-Dollar.
Auf Deutsch strahlte ARTE den Film erstmals aus, und zwar am 15. Januar 2019. Eine Woche später, am 22. Januar, sendete ihn auch Das Erste. Beide Sender stellten ihn auch in ihren Mediatheken zum Abruf bereit.
Für den 27. Januar 2019 kündigte die UNESCO, zu deren Weltdokumentenerbe das Oneg Schabbat gehört, die Aufführung des Films in ihrem Hauptquartier in Paris und zeitgleich in über 300 Veranstaltungsorten und Museen weltweit an. Anlass war der an jenem Tag begangene, Internationale Tag des Gedenkens an die Opfer des Holocaust.
In das Programm der Berlinale 2019 wurde der Film kurzfristig mit aufgenommen. Berlinale-Direktor Dieter Kosslick lud zu der Vorführung am 10. Februar 2019 alle Mitglieder der Partei AfD als Zuschauer ein, ohne dass sie dafür Eintrittsgeld zu bezahlen hatten. Kosslick reagierte damit auch auf ein Ereignis im Bayerischen Landtag im Januar 2019, als zahlreiche AfD-Mitglieder gegen eine Rede von Charlotte Knobloch protestiert hatten, die sie anlässlich des Gedenkens an die Opfer des Holocaust hielt. Sechs AfD-Mitglieder folgten der Einladung. In der Nähe des Vorführortes Kinos International kam es am selben Abend zu einer gewalttätigen Auseinandersetzung, bei der auf dem Weg zum Kino befindliche AfD-Mitglieder angegriffen und teilweise verletzt wurden. Medienvertreter kommentierten Kosslicks Einladung nach der Vorführung als misslungen. Der Journalist Alan Posener zum Beispiel meinte in einem Beitrag für Welt, dass Kosslick „die Berlinale und den Holocaust für eine selbstgerechte volkspädagogische Inszenierung“ missbraucht habe.

## Rezeption
Etliche Kritiker beurteilten den Film positiv und als eindrucksvoll hinsichtlich der Darstellung des grauenvollen Alltags der Bewohner des Warschauer Ghettos.
Einige Kritiker würdigten die Reenactment-Szenen, unter anderem als unaufdringlich wirkend. In der FAZ etwa begründete der Autor Oliver Jungen das damit, dass die Spielszenen „für einen Dokumentarfilm ungewöhnlich nuanciert gespielt“ seien. „Selbst das permanente Wechseln der Protagonisten zwischen dem Polnischen und dem Jiddischen“ wirke authentisch. Im Tagesspiegel meinte Manfred Riepe: „Das Reenactment wird zurückhaltend eingesetzt, es erinnert nicht an Guido Knopps Historienverkitschung.“ Im Film-Dienst, der den Film mit vier von fünf möglichen Sternen bewertete und als sehenswert beurteilte, hieß es, dass die Reenactment-Szenen überzeugend inszeniert und gut besetzt seien und „das Unfassbare des Geschehens einfühlsam nahebringen“.
Der Kritiker des NPR meinte, dass die CGI-Effekte des Films als störend empfunden werden könnten, von Puristen sogar als geschmacklos. Jedoch würden die Filmemacher nicht nur versuchen, Zuschauer zu beeindrucken, die von einem Film aus vollständig historischem Material gelangweilt seien; die Mischung von alten und neuen Elementen spreche für den Ansatz des Films. Im US-Branchendienst Variety beurteilte Owen Gleiberman den Film als „wesentlich“, „erschütternd“ und „bewegend“. Die Reenactment-Szenen zwischen Rachel Auerbach und Emanuel Ringelblum wirkten allerdings wie aus „einer traurigen, eher uninteressanten Filmbiografie über den Zweiten Weltkrieg“.